# Santi patroni cattolici delle città capoluogo di provincia italiane
Lista dei santi patroni cattolici dei comuni capoluogo di provincia italiani.
| Regione               | Capoluogo       | Santo Patrono | Giorno festivo                                      | Altri patroni |
| --------------------- | --------------- | --- | --------------------------------------------------- | --- |
| Abruzzo               | L'Aquila        | San Massimo d'Aveia | 10 giugno                                           | San Bernardino, Sant'Equizio e San Pietro Celestino |
| Abruzzo               | Chieti          | San Giustino di Chieti | 11 maggio                                           | |
| Abruzzo               | Pescara         | San Cetteo | 10 ottobre                                          | |
| Abruzzo               | Teramo          | San Berardo da Pagliara | 19 dicembre                                         | |
| Basilicata            | Potenza         | San Gerardo di Potenza | 30 maggio                                           | |
| Basilicata            | Matera          | Madonna della Bruna | 2 luglio                                            | Sant'Eustachio |
| Calabria              | Catanzaro       | San Vitaliano | 16 luglio                                           | Sant'Agazio |
| Calabria              | Cosenza         | Madonna del Pilerio | 12 febbraio                                         | |
| Calabria              | Crotone         | San Dionigi | 9 ottobre                                           | |
| Calabria              | Reggio Calabria | San Giorgio | 23 aprile                                           | Madre della Consolazione |
| Calabria              | Vibo Valentia   | San Leoluca | 1 marzo                                             | |
| Campania              | Napoli          | San Gennaro | 19 settembre                                        | 51 compatroni |
| Campania              | Avellino        | San Modestino | 14 febbraio                                         | |
| Campania              | Benevento       | San Bartolomeo apostolo | 24 agosto                                           | Madonna delle Grazie e San Leone IX |
| Campania              | Caserta         | San Sebastiano | 20 gennaio                                          | Sant'Anna |
| Campania              | Salerno         | San Matteo Evangelista | 21 settembre                                        | |
| Emilia-Romagna        | Bologna         | San Petronio | 4 ottobre                                           | Santa Caterina da Bologna |
| Emilia-Romagna        | Ferrara         | San Giorgio | 23 aprile                                           | |
| Emilia-Romagna        | Forlì           | Madonna del Fuoco | 4 febbraio                                          | San Mercuriale; San Pellegrino Laziosi; San Valeriano |
| Emilia-Romagna        | Modena          | San Geminiano | 31 gennaio                                          | San Omobono |
| Emilia-Romagna        | Parma           | Sant'Ilario di Poitiers | 13 gennaio                                          | |
| Emilia-Romagna        | Piacenza        | Sant'Antonino di Piacenza | 4 luglio                                            | Santa Giustina |
| Emilia-Romagna        | Ravenna         | Sant'Apollinare | 23 luglio                                           | |
| Emilia-Romagna        | Reggio Emilia   | San Prospero Vescovo | 24 novembre                                         | San Venerio; Santi Grisante e Daria |
| Emilia-Romagna        | Rimini          | San Gaudenzio | 14 ottobre                                          | |
| Friuli-Venezia Giulia | Trieste         | San Giusto | 3 novembre                                          | |
| Friuli-Venezia Giulia | Gorizia         | Santi Ilario e Taziano | 16 marzo                                            | |
| Friuli-Venezia Giulia | Pordenone       | San Marco Evangelista | 25 aprile, 8 settembre                              | Madonna delle Grazie |
| Friuli-Venezia Giulia | Udine           | Santi Ermacora e Fortunato | 12 luglio                                           | |
| Lazio                 | Roma            | Santi Pietro e Paolo | 29 giugno                                           | San Filippo Neri |
| Lazio                 | Frosinone       | San Silverio | 20 giugno                                           | Sant'Ormisda |
| Lazio                 | Latina          | San Marco Evangelista | 25 aprile, 6 luglio                                 | Santa Maria Goretti |
| Lazio                 | Rieti           | Santa Barbara | 4 dicembre                                          | |
| Lazio                 | Viterbo         | Santa Rosa da Viterbo | 4 settembre                                         | San Lorenzo Santi Velentino e Ilario Santa Rosa Venerini |
| Liguria               | Genova          | San Giovanni Battista | 24 giugno                                           | San Giorgio |
| Liguria               | Imperia         | San Leonardo da Porto Maurizio | 26 novembre                                         | |
| Liguria               | La Spezia       | San Giuseppe | 19 marzo                                            | |
| Liguria               | Savona          | Nostra Signora della Misericordia | 18 marzo                                            | |
| Lombardia             | Milano          | Sant'Ambrogio | 7 dicembre                                          | San Carlo Borromeo |
| Lombardia             | Bergamo         | Sant'Alessandro di Bergamo | 26 agosto                                           | Santa Grata |
| Lombardia             | Brescia         | Santi Faustino e Giovita | 15 febbraio                                         | Santa Angela Merici |
| Lombardia             | Cremona         | Sant'Omobono | 13 novembre                                         | |
| Lombardia             | Como            | Sant'Abbondio | 31 agosto                                           | |
| Lombardia             | Lecco           | San Nicola | 6 dicembre                                          | Santo Stefano (compatrono) |
| Lombardia             | Lodi            | San Bassiano | 19 gennaio                                          | |
| Lombardia             | Mantova         | Sant'Anselmo da Baggio | 18 marzo                                            | |
| Lombardia             | Monza           | San Giovanni Battista | 24 giugno                                           | San Gerardo dei Tintori |
| Lombardia             | Pavia           | San Siro | 9 dicembre                                          | Sant'Agostino San Teodoro |
| Lombardia             | Sondrio         | San Gervasio e San Protasio | 19 giugno                                           | |
| Lombardia             | Varese          | San Vittore il Moro | 8 maggio                                            | |
| Marche                | Ancona          | San Ciriaco | 4 maggio                                            | |
| Marche                | Ascoli Piceno   | Sant'Emidio | 5 agosto                                            | |
| Marche                | Fermo           | Maria Santissima Assunta | 15 e 16 agosto                                      | |
| Marche                | Macerata        | San Giuliano l'ospitaliere | 31 agosto                                           | |
| Marche                | Pesaro          | San Terenzio di Pesaro | 24 settembre                                        | |
| Marche                | Urbino          | San Crescentino | 1º giugno                                           | Beato Mainardo vescovo, Beata Vergine Assunta e San Pietro Celestino |
| Molise                | Campobasso      | San Giorgio | 23 aprile                                           | |
| Molise                | Isernia         | San Pietro Celestino | 19 maggio                                           | |
| Piemonte              | Torino          | San Giovanni Battista | 24 giugno                                           | |
| Piemonte              | Alessandria     | San Baudolino | 10 novembre                                         | |
| Piemonte              | Asti            | San Secondo di Asti | Primo Martedì del mese di maggio                    | |
| Piemonte              | Biella          | Santo Stefano | 26 dicembre                                         | |
| Piemonte              | Cuneo           | San Michele Arcangelo | 29 settembre                                        | Beato Angelo Carletti |
| Piemonte              | Novara          | San Gaudenzio | 22 gennaio                                          | |
| Piemonte              | Verbania        | San Vittore il Moro | 8 maggio                                            | |
| Piemonte              | Vercelli        | Sant'Eusebio di Vercelli | 1 agosto                                            | |
| Puglia                | Bari            | San Nicola | 6 dicembre, 7-9 maggio                              | |
| Puglia                | Andria          | San Riccardo di Andria | Terza domenica di settembre                         | Madonna dei Miracoli |
| Puglia                | Barletta        | San Ruggero | 30 dicembre                                         | Madonna dello Sterpeto |
| Puglia                | Brindisi        | San Teodoro d’Amasea | Primo fine settimana di settembre                   | San Lorenzo da Brindisi |
| Puglia                | Foggia          | Madonna dei Sette Veli | 22 marzo                                            | Santi Guglielmo e Pellegrino |
| Puglia                | Lecce           | Sant'Oronzo | 26 agosto                                           | San Giusto e San Fortunato |
| Puglia                | Taranto         | San Cataldo | 10 maggio                                           | Maria SS Immacolata Sant'Egidio da Taranto |
| Puglia                | Trani           | San Nicola Pellegrino | 3 maggio                                            | |
| Sardegna              | Cagliari        | San Saturnino di Cagliari | 30 ottobre                                          | |
| Sardegna              | Carbonia        | San Ponziano | Giovedi successivo della seconda domenica di maggio | |
| Sardegna              | Nuoro           | Nostra Signora della Neve | 5 agosto                                            | |
| Sardegna              | Oristano        | Sant'Archelao | 13 febbraio                                         | |
| Sardegna              | Sassari         | San Nicola | 6 dicembre                                          | |
| Sicilia               | Ragusa          | San Giovanni Battista e San Giorgio Martire                                                                                             | 29 Agosto e 23 Aprile                               | Santa Gaudenzia e Madonna della Medaglia (Compatrone di Ragusa). |
| Sicilia               | Palermo         | Santa Rosalia | 15 luglio                                           | Santa Ninfa, Sant'Agata, Sant'Oliva e Santa Cristina (Patrone dei quattro mandamenti, nonché patrone storiche di Palermo, ora compatrone), San Francesco di Paola, San Benedetto il Moro, Sant'Onofrio eremita, Sant'Agatone Papa (Compatroni). |
| Sicilia               | Agrigento       | San Gerlando | 25 febbraio                                         | San Calogero |
| Sicilia               | Caltanissetta   | San Michele arcangelo | 29 settembre                                        | SS. Crocifisso (Protettore e Signore della Città). |
| Sicilia               | Catania         | Sant'Agata | 5 febbraio                                          | Sant'Euplio, Santa Apollonia, Immacolata Concezione, SS. Alfio, Filadelfo e Cirino Martiri (Compatroni), Maria SS. del Monte Carmelo (Castellana della città).                                                                                  |
| Sicilia               | Enna            | Madonna della Visitazione | 2 luglio                                            | Sant'Elia di Enna, Beato Girolamo De Angelis (Compatrono). |
| Sicilia               | Messina         | Madonna della Lettera | 3 giugno                                            | Sant'Eustochia Smeralda Calafato, sant'Alberto degli Abati, san Francesco di Paola e san Placido (Compatroni). |
| Sicilia               | Siracusa        | Santa Lucia | 13 dicembre                                         | San Sebastiano (Compatrono e Protettore), San Marciano (Patrono principale dell'Arcidiocesi). |
| Sicilia               | Trapani         | Sant'Alberto degli Abati | 7 agosto                                            | Madonna di Trapani (Compatrona della città e Patrona principale della Diocesi). |
| Toscana               | Firenze         | San Giovanni Battista | 24 giugno                                           | |
| Toscana               | Arezzo          | San Donato d'Arezzo | 7 agosto                                            | |
| Toscana               | Grosseto        | San Lorenzo | 10 agosto                                           | |
| Toscana               | Livorno         | Santa Giulia | 22 maggio                                           | |
| Toscana               | Lucca           | San Paolino di Lucca | 12 luglio                                           | |
| Toscana               | Massa           | San Francesco d'Assisi | 4 ottobre                                           | |
| Toscana               | Pisa            | San Ranieri | 17 giugno                                           | |
| Toscana               | Pistoia         | San Jacopo | 25 luglio                                           | |
| Toscana               | Prato           | Santo Stefano | 26 dicembre                                         | |
| Toscana               | Siena           | Sant'Ansano | 1 dicembre                                          | |
| Trentino-Alto Adige   | Trento          | San Vigilio | 26 giugno                                           | |
| Trentino-Alto Adige   | Bolzano         | Maria Santissima Assunta | 15 agosto                                           | |
| Umbria                | Perugia         | San Francesco d'Assisi San Benedetto da Norcia Santa Chiara d'Assisi Santa Rita da Cascia Sant'Ubaldo da Gubbio San Costanzo di Perugia | 4 ottobre 11 agosto                                 | |
| Umbria                | Terni           | San Valentino | 14 febbraio                                         | |
| Valle d'Aosta         | Aosta           | San Grato | 7 settembre                                         | |
| Veneto                | Venezia         | San Marco Evangelista | 25 aprile                                           | |
| Veneto                | Belluno         | San Martino | 11 novembre                                         | |
| Veneto                | Padova          | Sant'Antonio di Padova | 13 giugno                                           | Santa Giustina, San Prosdocimo e San Daniele di Padova |
| Veneto                | Rovigo          | San Bellino | 26 novembre                                         | |
| Veneto                | Treviso         | San Liberale | 27 aprile                                           | |
| Veneto                | Verona          | San Zeno | 21 maggio                                           | San Pietro da Verona |
| Veneto                | Vicenza         | Madonna di Monte Berico | 8 settembre                                         | San Vincenzo di Saragozza |